# Paul Bauer
Paul Bauer, detto Paul Friedrich Peter (Kusel, 29 dicembre 1896 – Monaco di Baviera, 9 gennaio 1990), è stato un alpinista, avvocato e scrittore tedesco, considerato uno dei più grandi alpinisti himalayani del periodo tra le due guerre . Fu vincitore della medaglia d'oro dei Giochi della X Olimpiade estivi (Los Angeles , 1932) per la letteratura, guida di cinque spedizioni himalayane tedesche (1929, 1931, 1936, 1937, 1938);  fu membro onorario del Österreichischer Alpenklub e himalayano e partecipò alla prima e alla seconda guerra mondiale..

## Biografia
Bauer si arruolò volontario all'inizio della prima guerra mondiale. Dopo essere stato fatto prigioniero dagli inglesi nel 1917, ritornò in Germania nel 1919. Successivamente è stato membro di vari Freikorps. In seguito romanticizzò le sue esperienze di guerra come cruciali per il suo alpinismo: "Quando dovemmo rinunciare al fucile, la mano orfana cercò il piccone". Bauer studiò legge e si unì al Club alpino accademico di Monaco nel 1922.
Nel 1929 e nel 1931 Bauer guidò due spedizioni sul Kangchenjunga. Il 3 ottobre 1929 i partecipanti Eugen Allwein e Karl von Kraus raggiunsero sullo sperone nord-est un'altitudine di circa 7.300 m prima che la squadra fosse costretta a tornare indietro da una tempesta durata cinque giorni.  Due anni dopo, il 18 settembre 1931, Allwein e Karl Wien scalarono per la stessa via la vetta dello Sporn (ca. 7.700 m), ma poi dovettero tornare indietro a causa dell'estremo pericolo di valanghe.  Nel 1936 Bauer tornò per la terza volta nella zona del Kangchenjunga come capo spedizione e fu responsabile della prima scalata del monte Siniolchu, del monte Simvo e di altre vette di cinque e seimila metri. 
Bauer fu nominato campione olimpico nella “Concorrenza di arti liberali” nella categoria “Letteratura” ai Giochi della X Olimpiade di Los Angeles nel 1932. Il motivo fu il suo libro "Am Kangehenzonga - Battle for the Himalaya", pubblicato nel 1931, con il quale riuscì a farsi un nome come alpinista.  Il suo nome si trova ancora oggi sulla stele onoraria dei campioni olimpici tedeschi del 1932 allo Stadio Olimpico di Berlino.
Sebbene Bauer simpatizzasse già con i nazionalsocialisti durante la Repubblica di Weimar, egli aderì al NSDAP (numero di membri 2.302.048) solo dopo la presa del potere il 1º maggio 1933,  perché in precedenza aveva visto a rischio la sua partecipazione a spedizioni a causa di una possibile adesione al partito. Nell'agosto 1933 fu nominato membro del "Reichsführerring dello sport tedesco". 
Dal 1934 al 1938 Bauer costituì nella XI colonna specializzata dell'Associazione per l'esercizio fisico del Reich tedesco, l'Associazione alpinistica tedesca, che aveva il compito di dare all'alpinismo, fino ad allora inteso principalmente come sport di montagna, un orientamento nazionalsocialista. Bauer era predestinato a questa posizione come buon alpinista, capo spedizione esperto e rispettato a livello internazionale, organizzatore legalmente formato e nazionalsocialista convinto. Nel 1936 fu nominato capo della neonata Fondazione tedesca per l'Himalaya. Dopo la drammatica spedizione tedesca al Nanga Parbat nel 1937, organizzò una spedizione di salvataggio per salvare gli alpinisti feriti e raggiunse lui stesso il Campo IV (6.185 m), che era stato sepolto da una valanga. Bauer condusse la spedizione alpinistica tedesca al Nanga Parbat del 1938 con l'obiettivo di conquistare la vetta e nello stesso anno si ritirò dal lavoro dei club e delle associazioni.
All'inizio della seconda guerra mondiale si unì alla Wehrmacht e divenne comandante di un battaglione di fanteria d'alta montagna e dal maggio 1942 comandante della Scuola di alta montagna dell'esercito di Fulpmes.
Dopo la guerra, fece parte del consiglio del "Circolo Compagno delle Truppe di Montagna", un'organizzazione con l'obiettivo auto dichiarato di "fornire impegno e assistenza ai condannati di guerra e ai nostri compagni detenuti in prigione". In questa veste fu significativamente coinvolto nella realizzazione di un memoriale sull'Hoher Brendten a Mittenwald, che inaugurò il 10 giugno 1957.

## Scritti
- Paul Bauer, Himalayan Campaign, Basil Blackwell Oxford, ottobre 1937.
- Paul Bauer, Himalayan Quest, Nicholson and Watson London, 1938.
- Paul Bauer, Kangchenjunga Challenge, William Kimber, London, 1955.
- Paul Bauer, The Siege of Nanga Parbat 1856–1953, Rupert Hart-Davis, London, 1956.